# Иоанн Прозорливый
Иоанн Прозорливый, также Иоанн Прозорливый Египетский (? — 394) — преподобный, пустынник и египетский затворник. Память совершается в Православной церкви 9 апреля (27 марта по юлианскому календарю), в Католической церкви 27 марта.
Родился в начале IV века, был плотником в городе Ликополе (Средний Египет). В 25 лет принял монашеский постриг, 15 лет проживал в разных египетских монастырях, а затем пришёл в Фиваиду, где ушёл в затвор. Житие сообщает о предсказаниях, данных Иоанном его современникам: императору Феодосию Великому он предсказал несколько военных побед, а составителю его жития иноку Палладию (содержится в славянских минеях) епископский сан.